# Дельфінові

Анімація ехолокації дельфіна

Дельфі́нові (Delphinidae) — родина ссавців підряду зубатих китів ряду китоподібних (Cetacea). Представники родини трапляються в усіх океанах і морях, а також у деяких річкових системах. Дельфінові видаються дуже розумними, вони швидко й гнучко можуть адаптуватися до нових ситуацій. Харчуються переважно рибою та кальмарами. Ця різноманітна група ссавців налічує 41 сучасний вид у 19 родах.

## Морфологія, біологія
Довжина тіла 1,2–3 м, у деяких видів до 10 м. Вага від 50 кг до 7200 кг.
Живуть переважно в помірно-теплих морських водах. Їхні родичі (річкові дельфіни) живуть у прісних водах. Більшість дельфінів — стадні тварини. Вони чудово плавають, можуть розвивати швидкість до 55 км/год. Як правило, вони живуть на мілководді або принаймні залишаються поблизу поверхні. При пошуках їжі й орієнтуванні під водою використовують ехолокацію, мають розвинену звукову сигналізацію. Харчуються рибою і кальмарами; косатки також полюють на ссавців (інші китоподібні й ластоногі), а також на птахів. Тривалість життя — 30 (дрібні дельфіни) — 50 років. Це товариські й приязні тварини, які добре приживаються і розмножуються в неволі, піддаються дресуванню.

## Походження назви
За давньогрецькою легендою, «дельфіном» назвали тварину, в яку перетворився Аполлон, аби показати людям шлях у Дельфи, де потім був заснований знаменитий дельфійський оракул і храм. У перекладі з давньогрецької δελφίς походить від слова δελφύς(матка), дослівно означає «утробний» (тобто «риба» з маткою).

## Види
Родина включає 20 родів, 48 видів.
За найвідомішим і найповнішим оглядом «Види ссавців світу» (2005) у складі родини розрізняють такі роди й види (поділу на підродини й триби немає):
- рід Cephalorhynchus (види: commersonii, eutropia, heavisidii, hectori)
- рід Delphinus — Дельфін (види: capensis,  delphis)
- рід Feresa (види: attenuata)
- рід Globicephala — Гринда (види: macrorhynchus, melas)
- рід Grampus (види: griseus)
- рід Lagenodelphis (види: hosei)
- рід Lagenorhynchus (види: acutus, albirostris, australis, cruciger, obliquidens, obscurus)
- рід Lissodelphis (види: borealis, peronii)
- рід Orcaella (види: brevirostris, heinsohni)
- рід Orcinus — Косатка (види: orca)
- рід Peponocephala (види: electra)
- рід Pseudorca (види: crassidens)
- рід Sotalia (види: fluviatilis)
- рід Sousa (види: chinensis, teuszii)
- рід Stenella (види: attenuata, clymene, coeruleoalba, frontalis, longirostris)
- рід Steno (види: bredanensis)
- рід Tursiops — Афаліна (види: aduncus, truncatus)

## Дельфінові у фауні України
- рід Дельфін (Delphinus)
  - Дельфін звичайний (Delphinus delphis) — водиться в помірних і теплих морях.
- рід Афаліна (Tursiops)
  - Афаліна звичайна (Tursiops truncatus).

## Гібриди
У 1933 році трьох дивних дельфінів було викинуто на Ірландське узбережжя; вони виявились гібридами дельфіна Різо (Grampus griseus) і Афаліни (Tursiops truncatus). Парування було повторено в неволі й дало таке ж потомство. Багато інших гібридів дельфінів живуть у неволі по всьому світі, а також зафіксовані згадки про них і в дикій природі, наприклад про Атлантичну Плямисту Афаліну. Хоча найвідомішим є Косаткодельфін — результат схрещення Афаліни і Псевдокосатки (Pseudorca crassidens). Косаткодельфін є здатним до розмноження гібридом, але в наш час[коли?] лише два таких дельфіни живуть у водяному парку «Sea Life» Гаваї, США. Також вони були помічені в дикій природі.
Див. також: гібриди ссавців

## Наукові дослідження
Гідродинамічна будова тіла, здатність пірнати на велику глибину, надійність ехолокатора, що дельфін використовує для навігації, пошуку їжі (риби) і комунікації, викликає великий інтерес вчених. У ряді країн велися роботи з використання дельфінів у військових цілях.

## Промисел, охорона
Промисел дельфінів заборонений, за винятком кількох видів в Японії та на Соломонових островах.
Див. також: загінне полювання на дельфінів